# Mulle Meck

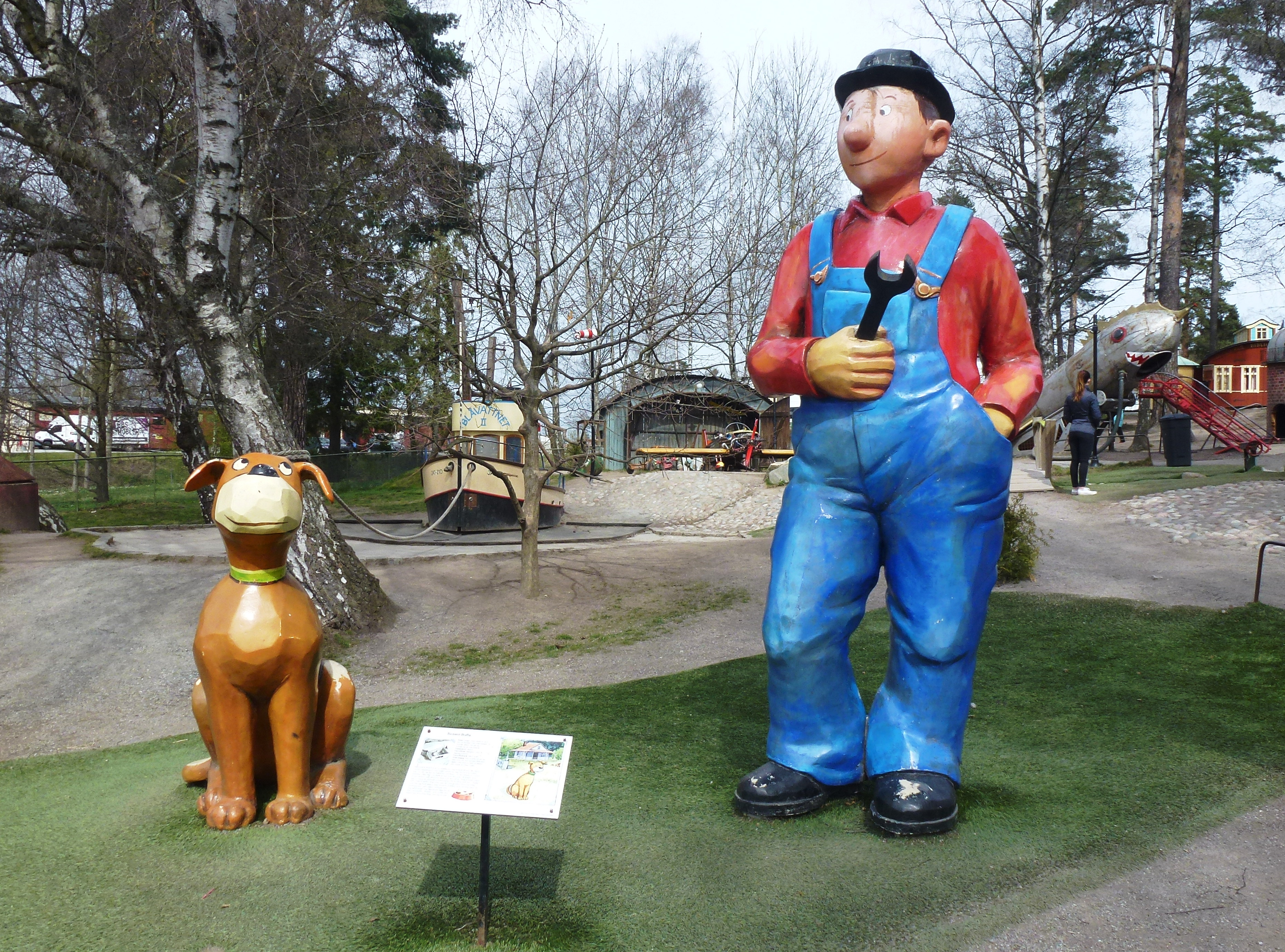
Mulle Meck och boxern Buffa i Mulle Meckparken i Solna. Skulpterade av konstnären Tor Svae.

Mulle Meck är en svensk barnboksfigur skapad av George Johansson och Jens Ahlbom. Mulle Meck är en samlare som samlar på apparater, manicker, mojänger, molijoxer samt grunkor eller föremål rent generellt, som han använder till sitt byggande. George Johansson fick sin inspiration att skriva om Mulle Meck av sin pappa.
Det finns en rad datorspel med Mulle Meck som huvudperson där Lennart Jähkel gör Mulle Mecks röst. Bygg bilar med Mulle Meck blev år 1999 utsett till bästa barnspelet i Europa.

## Figurer (urval)

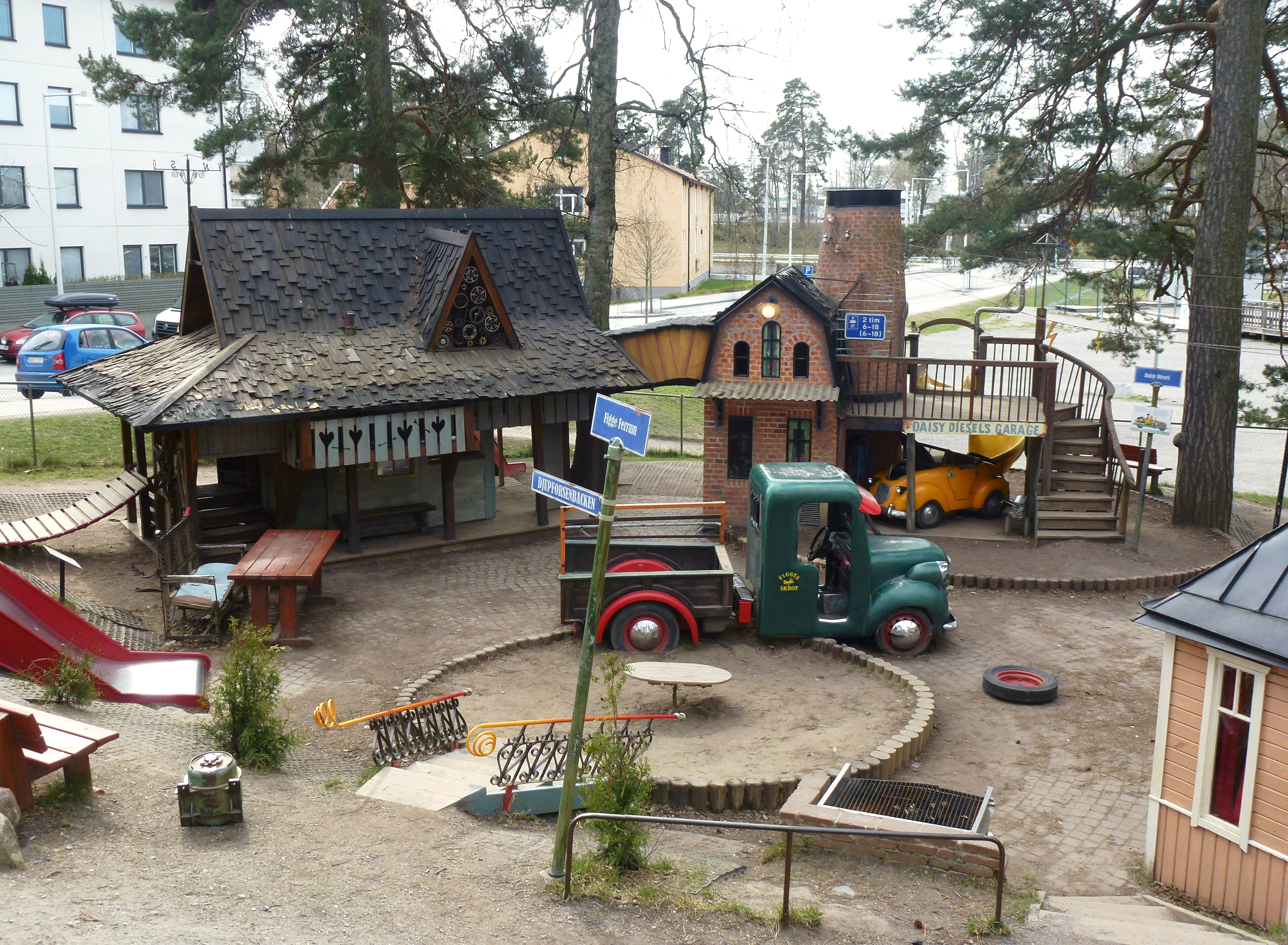
Daisy Diesels garage.

Det finns en rad olika figurer som ofta, i spelen, ger Mulle byggdelar eller ger honom uppdrag att utföra. 
- Buffa är Mulle Mecks hund, hon fick sitt namn genom att buffa på Mulles kind. Buffa brukar följa med Mulle Meck på resor med bilen, båten och flygplanet (som Mulle själv har byggt). Men det bästa med att ha rest bort är att komma hem till sitt hus igen. Det enda Buffa tycker är konstigt med sin husse är att han aldrig tittar på TV, han har inte ens någon.

- Figge Ferrum, en skrothandlare som också har hund, vid namn Salka, och gärna ger Mulle Meck byggdelar. Hans hund springer ofta iväg. Medverkar i Bygg bilar, Bygg hus och Upptäck rymden. Rösten görs av Pelle Lind.

- Doris Digital, en tuff tjej som är dataexpert och fixar byggdelar till Mulle. Hon bor ofta långt bort från spelarens utgångspunkt. Medverkar i alla spelen. Rösten görs av Marie Peterson, Malin Sköld, Pia Johansson och Paula McManus.

- Mia Minardi, skolfröken och ägare av ett kollo. Hon tycks vara väldigt intresserad av Mulle Meck. Hon skickar även byggdelar till Mulle i Bygg flygplan. Medverkar i alla spelen utom Upptäck rymden. Rösten görs av Ulla-Carin Nyquist, Gunilla Röör och Tintin Anderzon.

- Viola Wallmark, en trädgårdsmästare som mest älskar att odla saker och ting. Hon är även vegetarian. I Bygg flygplan har hon dock en dotter, Veronika, som helst föredrar kött! Medverkar i alla spelen. Rösten görs av Helen Ardelius, Lisa Indahl och Tintin Anderzon.

- Utställningsdomaren, har varit domare på många utställningar. Han ses alltid bära hatt och klä i mustasch. Medverkar i Bygg bilar, Bygg båtar och Bygg flygplan. Rösten görs av Bosse Löthén och Simon Norrthon.

- Gaston Garson, ägare av en saftfabrik där Sture Stortand får tag på saft. Han äger också en restaurang tillsammans med Gabriella Gourmet. Medverkar i Bygg bilar, Bygg hus och Upptäck rymden. Rösten görs av Jonas Beckeman och Lars-Göran Persson.

- Bagar-Birgit, en bagare som hjälper Mulle i Bygg båtar. Hon ser alltid till att Pia Pegg får tillbaka sin badring och att doktor Beinbruck får tillbaka sin väska. Medverkar i Bygg båtar och Bygg hus. Rösten görs av Ulla Britt Norman i Bygg båtar och Claire Wikholm i Bygg hus.

- Sam Scribbler, en amerikansk författare och redaktör på tidningen Djupforsen Trumpeten, som vill ta reda på dykaren Fabian Fältings hemlighet och hemligheter om rymden. Medverkar i alla spel utom Bygg bilar. Rösten görs av Dave Nerge och Lars-Göran Persson.

- Svarte Sven, en ensam person som ligger gömd i dimman och aldrig visar ansiktet. Medverkar i Bygg båtar och Bygg hus. Rösten görs av Bosse Löthen och Börje Ahlstedt.

- Erik Erzon, en tankspridd ungdom som alltid  lyckas alltid råka illa ut. Medverkar i alla spel. Rösten görs av Gustav Forsberg, Simon Norrthon och Jonas Inde.

- Fiona Falk, fågelintresserad tjej som bor uppe på en smal stenpelare och spanar efter fåglar. Medverkar i Bygg flygplan, Bygg hus och Upptäck rymden. Rösten görs av Pia Johansson och Anna Pettersson.

- Gariella Gourmet, ägare av restaurangen Gyllene Grodan. Hon är tillsammans med Gaston Garson. Medverkar i Bygg flygplan, Bygg hus och Upptäck rymden. Rösten görs av Anna Pettersson.

- Ture Tapp, ägare av en bensinmack mitt ute i ödemarken. Hos honom kan man tanka. Medverkar i Bygg flygplan och Bygg hus. Rösten görs av Lars-Göran Persson.

- Ernst Eremit, en smått galen eremit som bor i en grotta i Syltandsbergen. Ber Mulle om ett hus att bo i. Medverkar i Bygg flygplan och Bygg hus. Rösten görs av Börje Ahlstedt.

- Daisy Diesel, gillar allt som har med motorer och fordon att göra. Hon har ett garage och en bensinpump som man kan tanka ifrån. Medverkar i Bygg hus och Upptäck rymden. Rösten görs av Claire Wikholm.

- Gordon van Gågg, är konstnär som ofta målar tavlor med älgar på. Han ska bygga en ateljé på sin båt och ber Mulle Meck om hjälp. Medverkar i Bygg hus och Upptäck rymden. Rösten görs av Morgan Alling och Roger Westberg.

## Produktioner

### Böcker
Böckerna har utgivits av Berghs förlag, Natur & Kultur och Hjelm förlag.

- Mulle Meck bygger en bil (1993)
- Mulle Meck bygger en båt (1994)
- Mulle Meck bygger ett flygplan (1995)
- Mulle Meck bygger ett hus (1996)
- Mulle Meck berättar om bilar (2002)
- Mulle Meck berättar om båtar (2002)
- Mulle Meck berättar om flygplan (2002)
- Mulle Meck berättar om hus (2003)
- Mulle Meck berättar om tåg (2003)
- Mulle Mecks bästa bilar (2004)
- Mulle Mecks första bok - Flygplan (2004)
- Mulle Mecks första bok - Bilar (2004)
- Mulle Mecks första bok - Snickra (2005)
- Mulle Mecks första bok - Maskiner på väg (2005)
- Mulle Mecks första bok - Maskiner på landet (2006)
- Mulle Mecks första bok - Biltvätt (2006)
- Mulle Mecks första bok - Racerbilar (2007)
- Mulle Mecks första bok - Maskiner i stan (2007)
- Mulle Mecks minsta bok - Vem? (2008)
- Mulle Mecks minsta bok - På väg (2008)
- Ut i rymden med Mulle Meck (2008)
- Mulle Mecks första bok - Maskiner på fjället (2008)
- Mulle Mecks första bok - Båtar (2008)
- Mulle Mecks minsta bok - Varför? (2009)
- Mulle Mecks minsta bok - Huller om buller (2009)
- Du kan räkna med Mulle Meck 1-3 (2009)
- Mulle Meck berättar om traktorer (2010)
- Måla maskiner med Mulle Meck (2010)
- Mulle Mecks verktyg (2016)
- Mulle Meck och luftskeppet Rummelhumlan (2020)
- Mulle Meck och Cirkus Brambilla (2021)
- Mulle Meck och vargavintern (2022)
- Mulle Meck bygger en elbil (2023)

#### Interaktiva böcker
- Mulle Meck bygger en bil (2016)
- Mulle Meck bygger en båt (2017)

### Datorspel
Under perioden 1997–2004 gjordes flera spel med Mulle Meck, av vilka det första var Bygg bilar med Mulle Meck. Planera med Mulle Meck var huvudsakligen en planeringskalender med några minispel och kunde kopplas ihop med Bygg båtar och Bygg bilar med Mull Meck för att få extra delar till sina maskiner.
Utvecklingen av nya spel tog sedan en paus i tolv år, fram till att det 2016 avslöjades att Mulle Meck inlett ett samarbete med ryska spelutvecklaren Piu-Piu, för att lansera flera nya Mulle Meck-spel och interaktiva böcker, bland annat Mulle Meck bygger en bil. Detta samarbete upphörde i februari 2022, då spelen lyftes bort från AppStore och går inte längre att ladda ner. De spel som redan finns nedladdade på Iphones och Ipads går ännu att spela men underhålls inte tekniskt. 
I juni 2022 stod det klart att Mulle Meck återkommer som spel utvecklat av Shaping games. Spelet pitchades under titeln Bygg elbilar med Mulle Meck och planeras bli ett sandlådespel där spelaren kan utveckla elbilar och hållbara laddningsstationer.
När och till vilken plattform det rör sig om är ännu inte känt.
- Bygg bilar med Mulle Meck (1997)
- Bygg båtar med Mulle Meck (1998)
- Planera med Mulle Meck (1999)[9]
- Bygg flygplan med Mulle Meck (2000)
- Bygg hus med Mulle Meck (2002)
- Upptäck rymden med Mulle Meck (2004)
- Mulle Mecks bilspel (2016, mobilspel)
- Mulle Mecks båtar (2016, mobilspel)
- Lär dig klockan med Mulle Meck (2017, mobilapp)
- Bygg elbilar med Mulle Meck (kommande)

### Filmer
2003 distribuerade Pan Vision en filmatisering av fem av böckerna: Filmen om hur Mulle Meck bygger, och 2004 en till: Full fart med Mulle Meck. Filmerna består av stillbilder från böckerna Mulle Meck bygger en bil, båt, flygplan och hus och Mulle Meck berättar om bilar, båtar, flygplan, hus och tåg. Lennart Jähkel repriserar sin roll som Mulle Meck från datorspelen med George Johansson som berättare.
- Mulle Meck bygger (2003)
- Full fart med Mulle Meck (2004)

## Lekparker
2008 öppnades Mulle Meckparken, en prisbelönt lekpark i Järvastaden i Solna kommun.
Det finns även en Mulle Meck-park i Hudiksvall och en i Junibacken i Stockholm.